# Рамбальди, Франческо
Франческо Рамбальди (итал. Francesco Rambaldi; род. 19 января 1999, Милан) — итальянский шахматист, гроссмейстер (2015).
Действующий чемпион Италии по блицу и рапиду. Третий шахматист Италии по рейтингу и 28-й в мире среди юниоров. Бронзовый призёр престижного  Кубка Митропы 2016 года  в составе сборной Италии. Бронзовый призёр  командного чемпионата Франции 2017 года  в составе клуба «Ницца Алёхин».

## Таблица результатов
| Год       | Город     | Турнир                          | + | − | = | Результат | Место  |
| --------- | --------- | ------------------------------- | - | - | - | --------- | ------ |
| 2014      | Бад-Висзе | 18-й открытый чемпионат Баварии | 5 | 0 | 4 | 7 из 9    | [ 8 ]  |
| 2014/2015 |           | Командный чемпионат Франции     | 4 | 0 | 5 | 6½ из 9   | [ 9 ]  |
| 2015      | Вена      | Международный турнир            | 6 | 0 | 3 | 7½ из 9   | [ 10 ] |
|           |           |                                 |   |   |   | из        |        |

## Изменения рейтинга
| Графики недоступны из-за технических проблем. См. информацию на Фабрикаторе и на mediawiki.org. |